# 伊加拉塔
伊加拉塔是巴西圣保罗州的一个市镇。总面积293.322平方公里，总人口9770人，人口密度33.3人/平方公里。